# Џуманџи: Следећи ниво
Џуманџи: Следећи ниво (енгл. Jumanji: The Next Level) је амерички акционо авантуристички филм са елементима комедије из 2019. године, режисера Џејка Касдана и сценариста Џејка Касдана, Скота Розенберга и Џефа Пинкнера. Наставак је филма Џуманџи: Добро дошли у џунглу (2017), други је пратилац филма Џуманџи (1995) и четврти је филм у серијалу Џуманџи. У главним улогама су Двејн Џонсон, Кевин Харт, Џек Блек, Карен Гилан, Ник Џонас, Сер’Дариус Блејн, Медисон Ајсмен, Морган Тарнер и Алекс Волф, који репризирају своје улоге из претходног филма, а у новим улогама се појављују Авквафина, Дени Главер и Дени Девито. Радња се одвија три године након филма Добро дошли у џунглу и прати исту групу тинејџера, који су заједно са старим пријатељом и два несвесна пензионера, заробљени у игри Џуманџи. Тамо се сви суочавају са новим проблемима и изазовима како са старим, тако и са новим аватарима, док морају да спасу земљу од новог негативца како би могли да побегну.
Филм је сниман од 21. јануара до 11. маја 2019. у Атланти, Новом Мексику, Алберти и Хавајима, док је већина глумачке поставе из претходног филма репризирала своје улоге и у овом остварењу.
Филм је реализован у америчким биоскопима 13. децембра 2019. године, од стране Сони пикчерса. Добио је углавном позитивне критике од стране критичара и зарадио је преко 800 милиона долара широм света, што га је учинило десетим најуспешнијим филмом из 2019. године. Наставак је у продукцији.

## Радња
Неко време је прошло откако су Спенсер, Фриџ, Бетани и Марта заиграли давно заборављену игру Џуманџи. Kада један од њих поново заврши у игри, остатак екипе одлази за њим у спасилачку мисију. Улазећи у Џуманџи како би спасили свог пријатеља, наши хероји откривају да ништа није онако како су очекивали. Игра се променила као и екипа која је завршила у њој. Аватари су другачији, неки нови ликови су се убацили а игра никад није била тежа и опаснија. Играчи ће морати храбро да прођу кроз непознате и неистражене пределе од сушних пустиња до снежних планина, како би избегли најопаснију игру на свету.

## Улоге

### Свет у игри
| Глумац       | Улога                                    |
| ------------ | ---------------------------------------- |
| Двејн Џонсон | др Смолдер Брејвстоун / Еди Гилпин       |
| Џек Блек     | проф. Шелдон Оберон / Фриџ               |
| Кевин Харт   | Френклин Финбар / Мајло                  |
| Карен Гилан  | Руби Раундхаус / Марта                   |
| Ник Џонас    | Џеферсон „Сиплејн” Мекдонух / Алекс Врик |
| Авквафина    | Минг Флитфут / Спенсер                   |
| Рис Дарби    | Најџел Билингсли                         |

### Стварни свет
| Глумац           | Улога                |
| ---------------- | -------------------- |
| Дени Девито      | Еди Гилпин           |
| Дени Главер      | Мајло Вокер          |
| Сер’Дариус Блејн | Ентони „Фриџ” Џонсон |
| Морган Тарнер    | Марта Каплај         |
| Алекс Волф       | Спенсер Гилпин       |
| Медисон Ајсман   | Бетани Вокер         |
| Колин Хенкс      | Алекс Врик           |
| Марин Хинкле     | госпођа Гилпин       |
| Ешли Скот        | Ешли                 |